# Oídio
Oídio é o nome genérico dado a um numeroso conjunto de espécies de fungos unicelulares pertencentes à família dos Erysiphacea (erisifáceos). Por extensão, o nome «oídio» é dado às doenças das plantas provocadas por aqueles fungos. Uma das doenças mais comuns e de maior importância económica causadas por este grupo de fungos é o oídio tuckeri da videira, provocado pelo anamorfo da espécie Uncinula necator (Schw.) Burrill.

## Sintomas e tratamento
O principal sintoma são as manchas brancas pulverulentas nas folhas, que vão alastrando até as cobrirem completamente. O tratamento mais simples e eficaz consiste em polvilhar as plantas e o espaço envolvente com enxofre, o que só é economicamente razoável em viveiro, ou eventualmente em plantações muito novas e árvores isoladas com valor ornamental ou patrimonial.